# Mariam Kachelisjvili
Mariam Kachelisjvili (georgiska: მარიამ კახელიშვილი), född 9 oktober 1995 i Tsqneti, är en georgisk sångerska. 

## Karriär
Kachelisjvili började sjunga vid tre års ålder. När hon var fem år gammal deltog hon i en musiktävling uppkallad efter Gogi Dolidze, varefter hon tog sig in på den internationella scenen då hon deltog i "Festival of Egypt" och världsmusikfestivalen 2007. 
Under våren 2010 deltog hon i den georgiska versionen av Talang, "Nitjieri", där hon slutade trea.

### Junior Eurovision Song Contest
Mariam deltog i den georgiska uttagningen till Junior Eurovision Song Contest för första gången 2008 med låten "De", men hon fick inte representera sitt land den gången. 2009 försökte hon återigen, men hon lyckades inte ta sig till den nationella finalen. 2010 ställde hon upp än en gång, och denna gång lyckades hon vinna den nationella uttagningen. Därmed kom hon att representera sitt land vid Junior Eurovision Song Contest 2010 i Minsk den 20 november 2010, med låten "Mari-Dari". Även "Mari-Dari" är, som då Georgien vann tävlingen 2008, skriven på låtsasspråk. Vid finalen i Minsk fick Kachelisjvili 109 poäng, vilket räckte till en fjärde plats, endast fyra poäng från tredjeplatsen, och elva poäng från förstaplatsen.